# 山内豊策
山内 豊策（やまうち とよかず）は、土佐藩10代藩主。三条実美の外祖父である。

## 生涯
安永2年（1773年）4月16日、第9代藩主・山内豊雍の長男として生まれる。天明5年（1785年）2月15日、将軍徳川家治に御目見する。天明7年（1787年）3月18日、従四位下筑後守に叙任する。寛政元年（1789年）10月28日、父が死去したために跡を継いだ。同年12月16日、侍従に任官する。寛政9年（1797年）、郷士の高村退吾殺害事件による郷士騒動が起こり、これが原因で土佐藩の身分制度の動揺が始まったという。
藩政においては、藩校・教授館の拡大や文治の奨励、さらに塙保己一の『群書類従』編纂にも協力したという。文化5年（1808年）2月5日に家督を長男の豊興に譲って隠居し、木工頭を称した。文政8年（1825年）8月3日に死去した。享年53。
墓所は国史跡の土佐藩主山内家墓所（高知県高知市筆山町）。

## 系譜
子女は8男7女
- 父：山内豊雍（1750-1789）
- 母：友子（1749-1780） - 観月院殿翠顔妙黛大姉、毛利重就の三女
- 正室：順 - 融相院、藤堂高嶷の娘
  - 五男：黒田長元（1811-1867） - 黒田長韶の養子
- 側室：児玉氏
  - 長男：山内豊興（1793-1809）
- 側室：エイ - シュエ、白禎院、増井氏
  - 次男：山内豊資（1794-1872） - 山内豊興の養子
- 側室：山村氏
- 側室：西宮氏
- 側室：美濃辺氏
- 生母不明の子女
  - 三男：山内豊道（1795-1862）
  - 四男：山内豊著
  - 六男：山内豊栄
  - 女子：厚 - 稲葉正発正室
  - 女子：眉寿 - 紀子、三条実万正室
  - 女子：孝 - 木下利愛正室
  - 五女：徳 - 照耀院、藤堂高聴正室
  - 女子：兎見 - 立花万寿丸婚約者